# Die Opferflamme
Die Opferflamme ist eine Erzählung von Gertrud von le Fort, die 1938 im Insel-Verlag in Leipzig erschien.
Friederike, die norddeutsche Dichterin und Ich-Erzählerin, berichtet von der Wiederholung einer merkwürdigen Begegnung, die sie mit der Frage nach dem "neuen Leben" konfrontiert: Überwindet die Liebe den Tod?

## Inhalt
Friederike gehört zu den Frauen, die nach dem Kriege ledig geblieben sind. Während jeder der beiden Begegnungen trägt Friederike Trauerkleidung und jedes Mal begegnet sie einem Manne. Das erste Mal ist sie ein 18-jähriges Mädchen und trauert um den Vater. In Rom flüchtet sie vor einem älteren, ergrauten Herren in eine barocke Kirche am Wege. Zudringlich folgt er ihr. Doch als sie sich nach ihm umdreht, ist in dem Augenausdruck überhaupt nichts Lästiges auffindbar. Im Gegenteil – Friederike versinkt in dem Männerblick und durchschreitet in Sekundenschnelle gleichsam alle Stufen der Liebe. "Angelina, ich danke dir!" flüstert der Mann in frohlockendem Tone und geht. Friederike gibt sich erschüttert der Liebe zu dem Manne hin, sucht ihn und kann ihn aber nie wieder finden.
Mehr als zwanzig Jahre vergehen. Friederike ist inzwischen eine über Deutschland hinaus bekannte Dichterin geworden, hält ihr eigenes Werk für klein und hat bereits Marotten. Eine davon: Statt der Brille benutzt die Frau eine große, ererbte Leselupe. Nachdem die Mutter gestorben ist, hat die reichlich 40-Jährige auf der Reise nach Rom in Arosa die zweite Begegnung. Diesmal ist der Mann ein unglücklicher Russe. Der übergibt ihr "Die Opferflamme" – das unveröffentlichte Manuskript der Maria Paulowna. Das Sonderbare – wieder erinnert Friederike den Mann an eine verstorbene Frau; diesmal an die von den Bolschewiki erschossene russische Verfasserin. In diesem Text, den Friederike durchsehen soll, geht es um die große Liebe; um die Unsterblichkeit. Da graut es Friederike vor der Wiederholung jener Begegnung mit der Liebe. Außerdem beschäftigt sie sich in Gedanken fortwährend mit dem Tode der Mutter. Trotzdem – Friederike unternimmt an einem herrlichen Sonnentag eine Höhenwanderung und sieht während der Rast das Manuskript durch. Es sind die Liebesbriefe einer Frau. Diese Frau, im Angesicht ihres Todes im Kerker, verhilft Friederike zu der Einsicht, dass Tod eine Form der Liebe sei und somit sogar mit Hoffnung verbunden wäre. Friederike fragt sich, könnte das der Sinn ihres eigenen Lebensendes werden? Während dieser Überlegung fängt das Manuskript unter der Lupe Feuer. Ehe Friederike eingreifen kann, liegt ein Häufchen Asche vor. Als die Dichterin dem Russen zaudernd die Nachricht von dem Verlust überbringt, wird sie auf die Stirn geküsst und erkennt: Zweimal hat sie Tote zum Leben erweckt.

## Zitat
- "Dichtung ist eine Form des Lebens."[3]